# Alexander Schüler
Alexander Schüler (* 22. Dezember 1955 in Zell am Harmersbach) ist ein deutscher Regisseur, Filmproduzent und Unternehmer.

## Leben
Alexander Schüler ist in Bochum-Langendreer aufgewachsen. Nach einer Ausbildung zum Elektroinstallateur studierte er von 1976 bis 1979 an der Ruhr-Universität Bochum Elektrotechnik. Als er im selben Jahr von diversen Auslandsaufenthalten im Auftrag der AEG zurückkehrte, fand er der Legende nach seine Stammkneipe geschlossen vor. Deshalb eröffnete er sein erstes gastronomisches Objekt, die Rockdiskothek Appel (später Zwischenfall) in Bochum-Langendreer.
1985 gründete Schüler gemeinsam mit Hans-Joachim Hauschulz die Logos Gastronomie GmbH, aus der mit dem Eintritt von Frank Nokielski die Logos Gruppe entstanden ist, der er bis heute als geschäftsführender Gesellschafter angehört, und eröffnete das  Logo (Diskothek).
Von 1992 bis 1996 studierte Alexander Schüler an der Ruhr-Universität Theater-, Film und Medienwissenschaften. 1987 gründete er die Firma m2m medien GmbH, heute e2e media GmbH, deren alleiniger Gesellschafter und Geschäftsführer er bis heute ist. In den Jahren 1993 bis 1998 produzierte er diverse TV-Beiträge, bei denen er auch für Konzept und Regie verantwortlich war.
1998 bis 2003 entstanden eine Reihe von Musikvideos, meist im Bereich des deutschen Hiphop.
Nachdem Alexander Schüler bereits 1994 mit Christoph Bölls „Als die Fische das Aquarium verließen“ und dem Kurzfilm „cast“ (2002), mit Dietmar Bär in der Hauptrolle, einschlägige Erfahrungen gesammelt hatte, produzierte er 2005 seinen ersten eigenen, abendfüllenden Spielfilm. „Rendezvous“, bei dem er selbst Regie führte.
2005 gründete er in Berlin die Roberta GmbH und Roberta GmbH & Co. KG, mit zurzeit 3 Niederlassungen in Berlin, deren einziger Gesellschafter und Geschäftsführer er bis heute ist.
2018 gründete er gemeinsam mit Thomas Menne die Filmproduktionsgesellschaft Pottheads GmbH.

## Filmografie
- 1994 Der Tag als die Fische das Aquarium verließen, Regie Christoph Böll von Christoph Böll
- 2002 cast (Kurzfilm)
- 2006 Rendezvous (Pandora Filmverleih)
- 2007 Antarctica – Wenn Du zurück kommst, bist du ein Anderer[5] (Dokumentarfilm)

## Videografie
- 1998 RAG – Kopf Stein Pflaster
- 1999 Curse und Stieber Twins – Doppeltes Risiko
- 2000 Creutzfeld & Jakob feat. Kool Savas – Fehdehandschuh
- 2000 Roey Marquis II feat. RAG: Eiszeit
- 2000 ABS feat. Creutzfeld & Jakob, Dike und Onanon – Weisst du
- 2000 Microphone Mafia – Die Farbe des Geldes
- 2000 Creutzfeld & Jakob – Anfangsstadium
- 2001 RAG – Ragtime
- 2001 RAG – Pro und Contra
- 2001 Creutzfeld & Jakob – Anfangsstadium
- 2003 Apocalyptica – Somewhere Around Nothing
- 2003 Laith Al-Deen – Alles an dir

## TV-Produktionen (Beispiele)
- 1993 „Mille Miglia“ für TWM Medien, ausgestrahlt in DSF, in Auszügen in ARD, RTL, ZDF (Produktion, Konzeption und Regie)
- 1994 „Yukon Quest“ für TWM Medien, ausgestrahlt in DSF, in Auszügen in ARD, RTL, ZDF (Produktion und Kamera)
- 1997 „Loopings“ mit Bärbel Abela für TWM Medien / DSF (Produktion, Konzeption, Kamera und Regie)
- 1998 „De Tomaso Pantera and Speed Monitoring by Aircraft“
- 1998 „Hot August Night Reno 98“